# Organització Meteorològica Mundial
L'Organització Meteorològica Mundial (OMM), coneguda amb les sigles WMO (de l'anglès World Meteorological Organization) és una organització intergovernamental depenent de l'ONU, nascuda l'any 1950 i que en l'actualitat compta amb un total de 191 territoris i estats membres.
L'OMM és hereva de l'antiga Organització Meteorològica Internacional (OMI), fundada a Viena (Àustria) l'any 1873. El Servei Meteorològic de Catalunya (SMC, creat l'any 1921) havia pertangut a l'OMI. Tanmateix, el caràcter intergovernamental de l'OMM fa que només pugui pertànyer-hi l'Agència Estatal de Meteorologia i que el SMC en quedi exclòs.
L'OMM té la seu central a la ciutat de Ginebra (Suïssa). En el darrer 14è congrés celebrat a Ginebra el maig de 2003, van ser escollits com a secretari general i president el francès Michel Jarraud i el rus Alexander Bedritsky, respectivament.
Els objectius de l'organització són:
- Facilitar la cooperació mundial amb l'establiment de xarxes d'estacions per fer observacions meteorològiques així com observacions geofísiques, hidrològiques i altres relacionades amb la meteorologia.
- Promoure l'establiment i manteniment de sistemes per a l'intercanvi ràpid d'informació meteorològica.
- Promoure l'estandardització d'observacions meteorològiques i assegurar la publicació uniforme d'observacions i estadístiques.
- Promoure les aplicacions de la meteorologia en l'aviació, navegació per mar, l'agricultura i altres activitats humanes.
- Promoure activitats i la cooperació entre serveis meteorològics i hidrològics.
- Fomentar la recerca i la formació en el camp de la meteorologia.